# Château du Val de Ruel
Le château du Val de Ruel est un château situé à Rueil-Malmaison. Aujourd'hui disparu, il a été, de 1633 à sa mort, une des résidences du cardinal de Richelieu.

## Origines
On trouve les premières traces du domaine en 1606 dans un acte de vente entre Pierre de la Bruyère et Jean de Moisset, un important financier du règne d'Henri IV. Devenu « seigneur du Val de Ruel, de la Grand'Maison et du fief de la Pallée », Jean de Moisset utilise sa grande fortune pour aménager le château, commence à doter les jardins de constructions, comme une première grotte avec des jeux d'eau. Il y organise de superbes fêtes, parfois en présence du souverain et de sa cour. Dans son journal, Jean Héroard note plusieurs visites du jeune Louis XIII à Ruel.

## Le château sous Richelieu

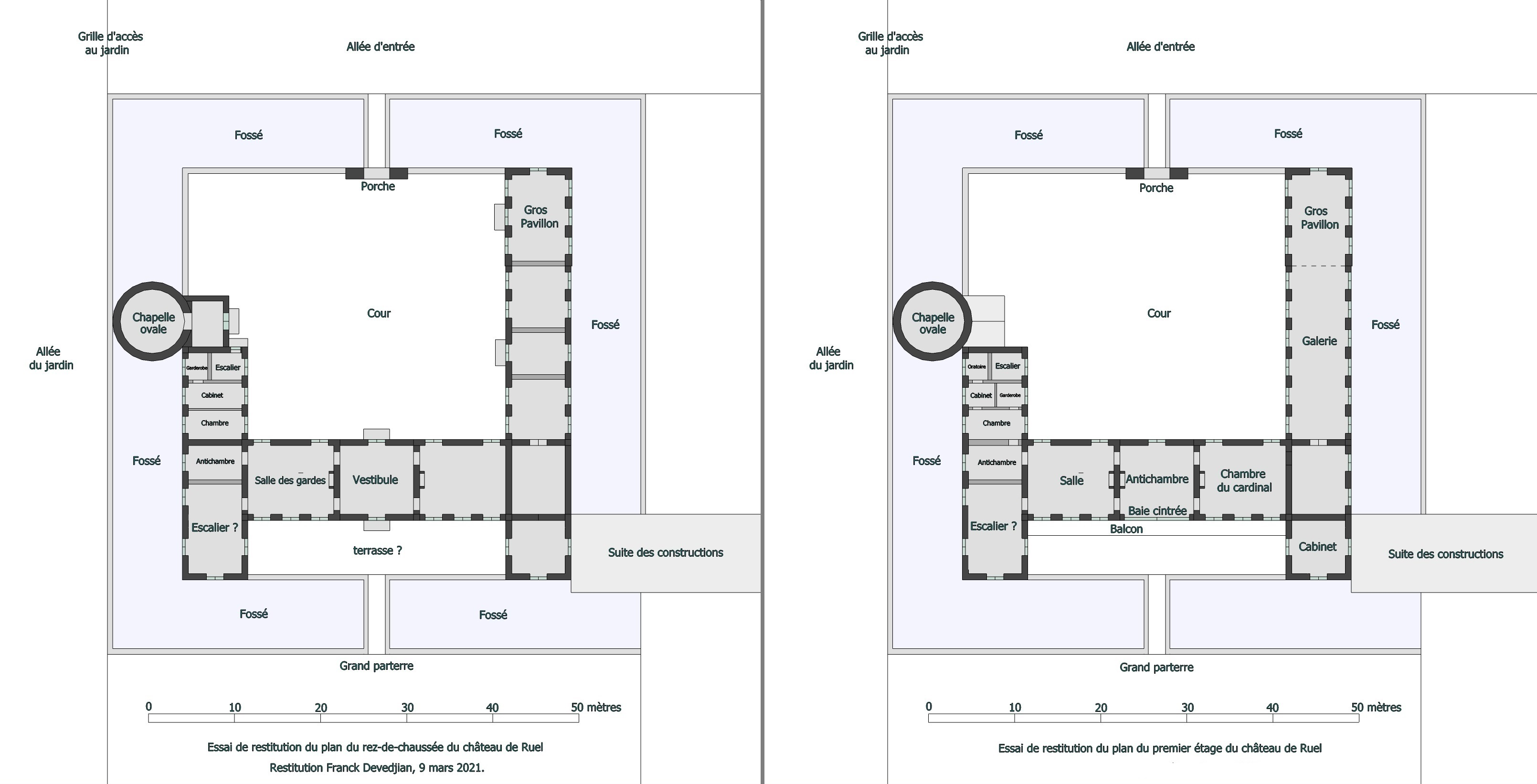
Restitution du plan du château de Ruel, XVIIe

En 1633, Richelieu achète ce château du Val en raison de sa proximité avec Saint-Germain-en-Laye à maître Pierre Payen, héritier de Jean de Moisset.
Sous Richelieu, le château devient une demeure somptueuse. Le cardinal fait créer de magnifiques jardins à l'italienne, inspirés de ceux de la villa d'Este à Tivoli, agrémentés de bassins, jets d'eau et grottes de rocailles. Il y fit construire une chapelle, un jeu de paume, un théâtre…
En 1635, Richelieu achète à l'abbé de Saint-Denis la terre, seigneurie et châtellenie de Ruel pour la somme de 216 000 livres. Le domaine s'agrandit alors pour atteindre 55 hectares. Le cardinal est alors désigné comme le « seigneur de Ruel », avec droit de justice sur toute la châtellenie (Rueil, Colombes, Puteaux, Nanterre) ainsi que la perception des revenus des terres et des bois.
Louis XIII viendra souvent voir son principal ministre à Rueil, et le Conseil du Roi s'y tiendra même quelquefois. Anne d'Autriche et d'autres personnalités viennent également voir l'admirable domaine et ses jardins.
Plusieurs textes importants ont été signés au château : les lettres patentes donnant naissance à l'Académie française, le traité par lequel Colmar se place sous la protection du roi de France. En mars 1632, la deuxième partie du procès du maréchal de Marillac, finalement condamné à mort pour péculat, se déroule au château.

### Les jardins

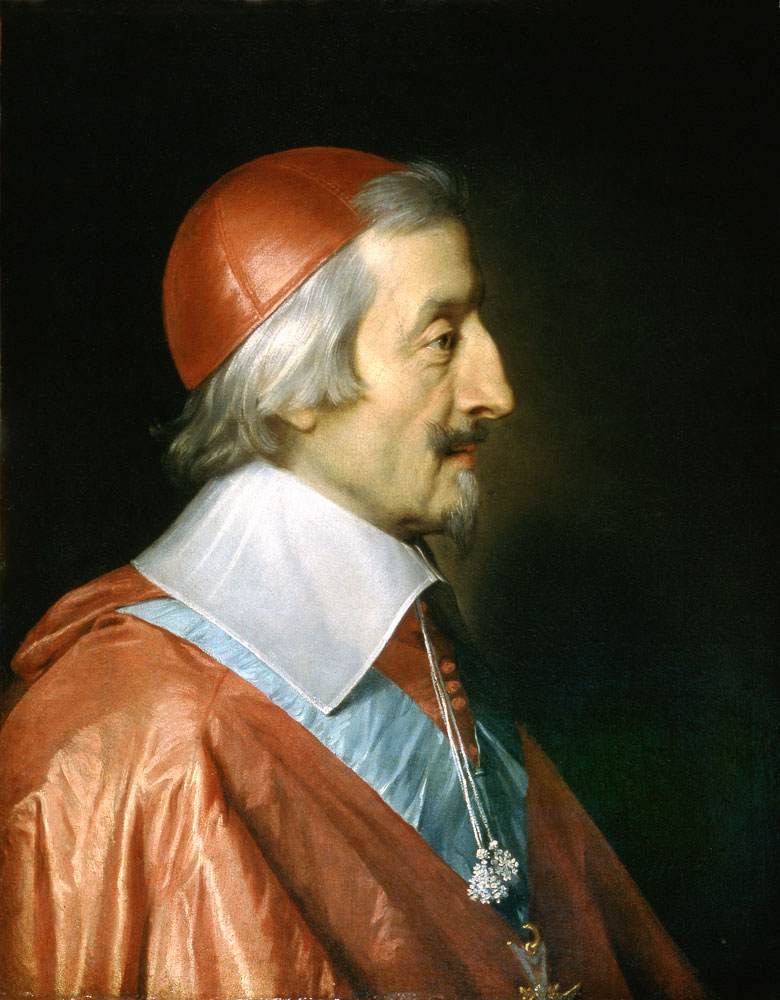
Philippe de Champaigne, Le Cardinal de Richelieu (1642), musée des beaux-arts de Strasbourg.

Les jardins, que Richelieu créera de toutes pièces ou presque, sont la partie la plus remarquable du domaine. Quantité de bassins et de jets d'eau, une des premières grandes cascades de France, une orangerie avec un arc de triomphe adossé à un mur sur lequel est peint un paysage en trompe-l’œil, autant de choses que les invités de Richelieu venaient voir, parfois de loin. 
Israël Silvestre a fait de nombreux dessins des jardins et du château ; ils ont été gravés par Gabriel Pérelle.

Gravures de Gabriel Pérelle d'après Israël Silvestre
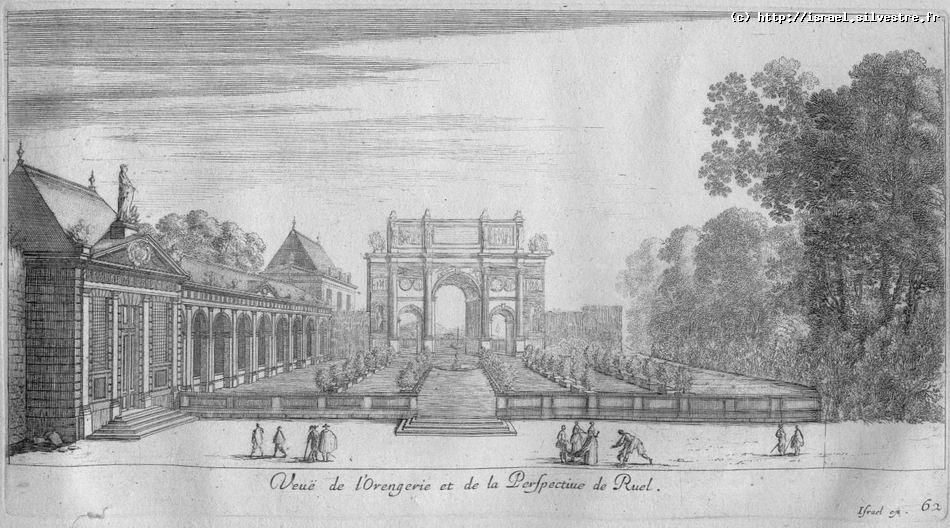
Vue de l'orangerie et de la perspective.
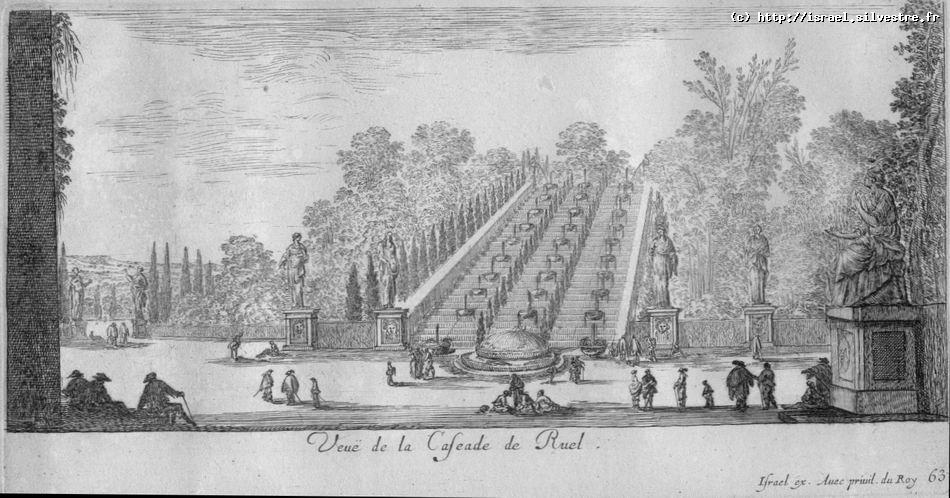
Cascade dans jardins.
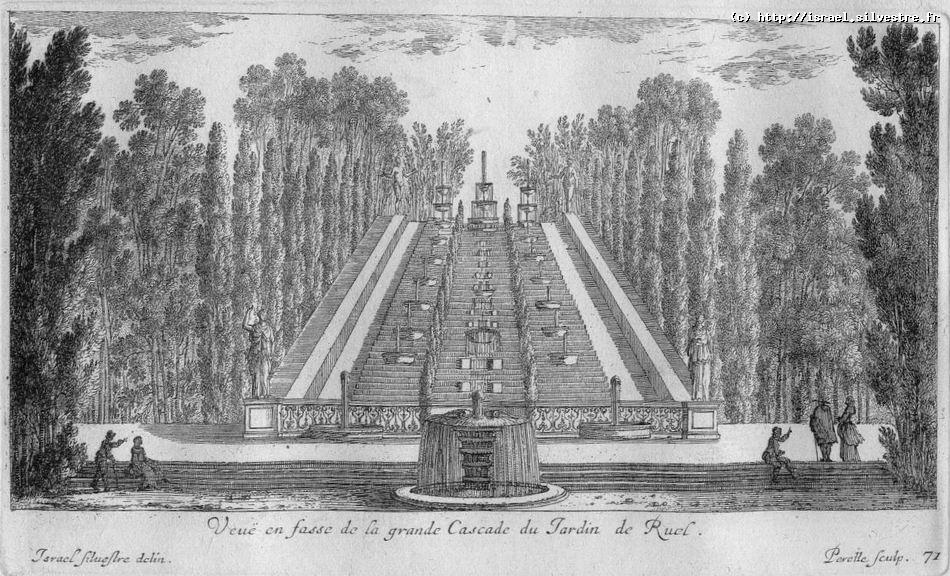
Vue de face de la grande cascade.
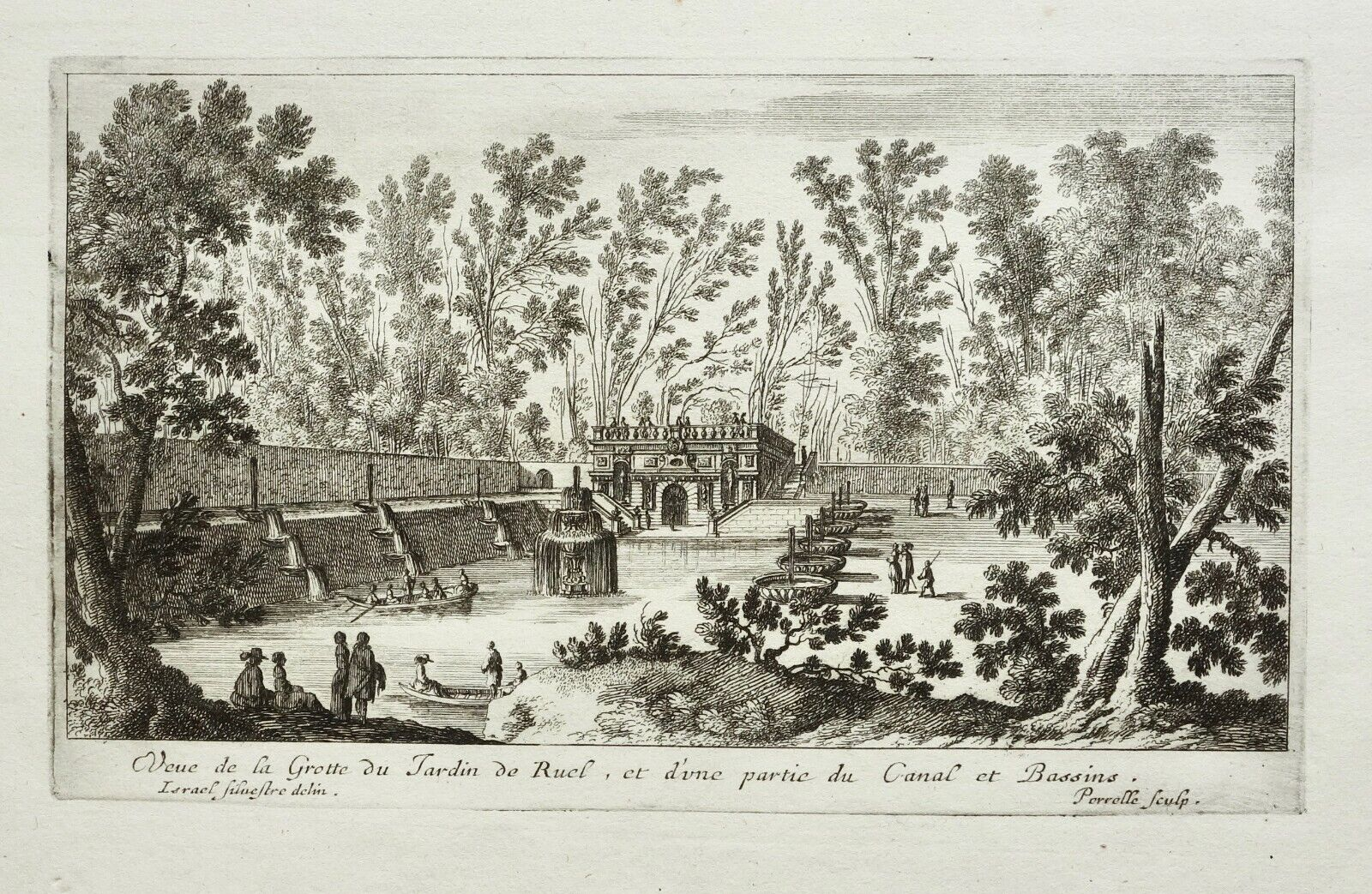
La grotte et les bassins, par Israël Silvestre - ca. 1650
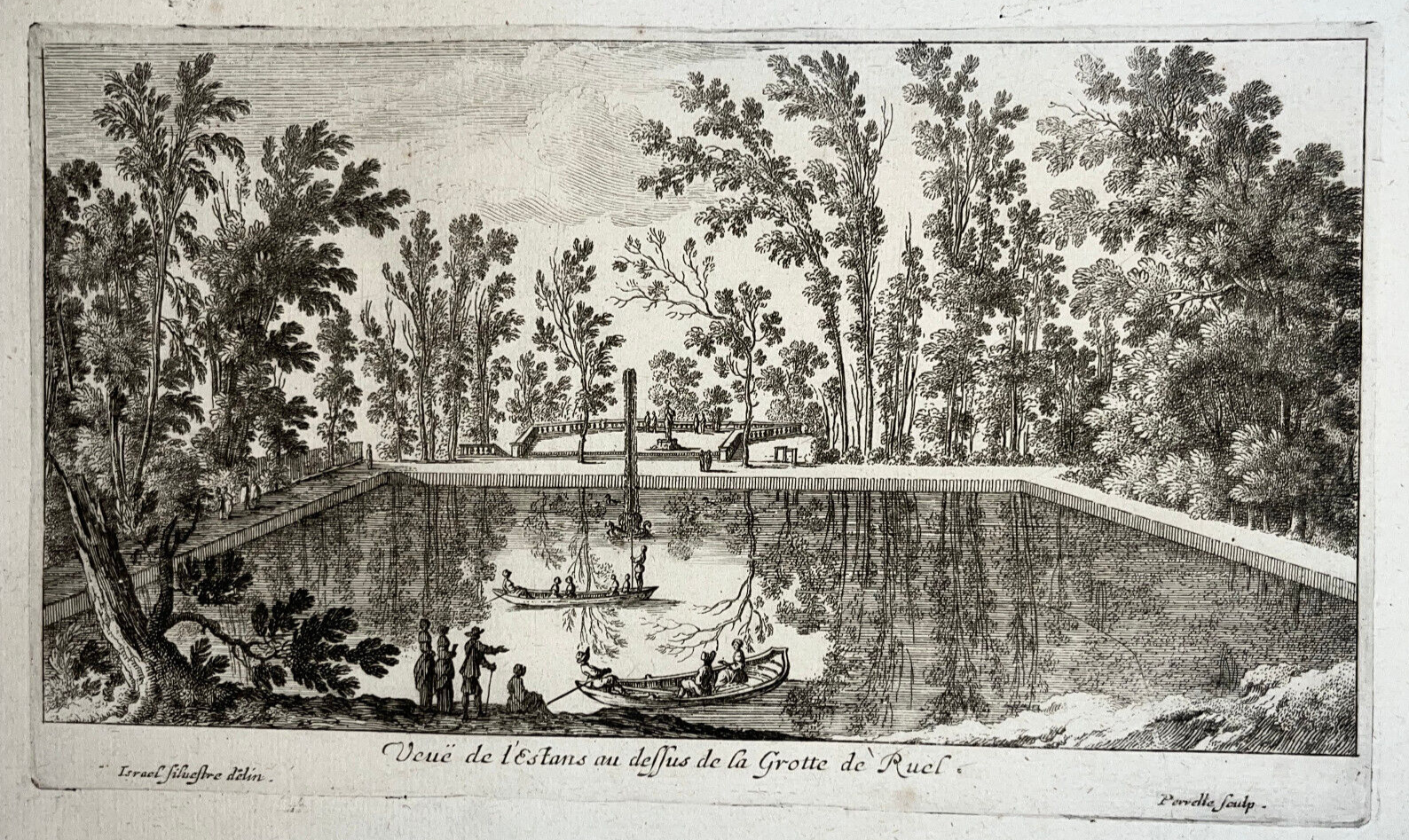
Vue de l'étang, en amont de la grotte, par Israël Silvestre - ca. 1650

Restitution 3D des cascades de la Grotte, XVIIe
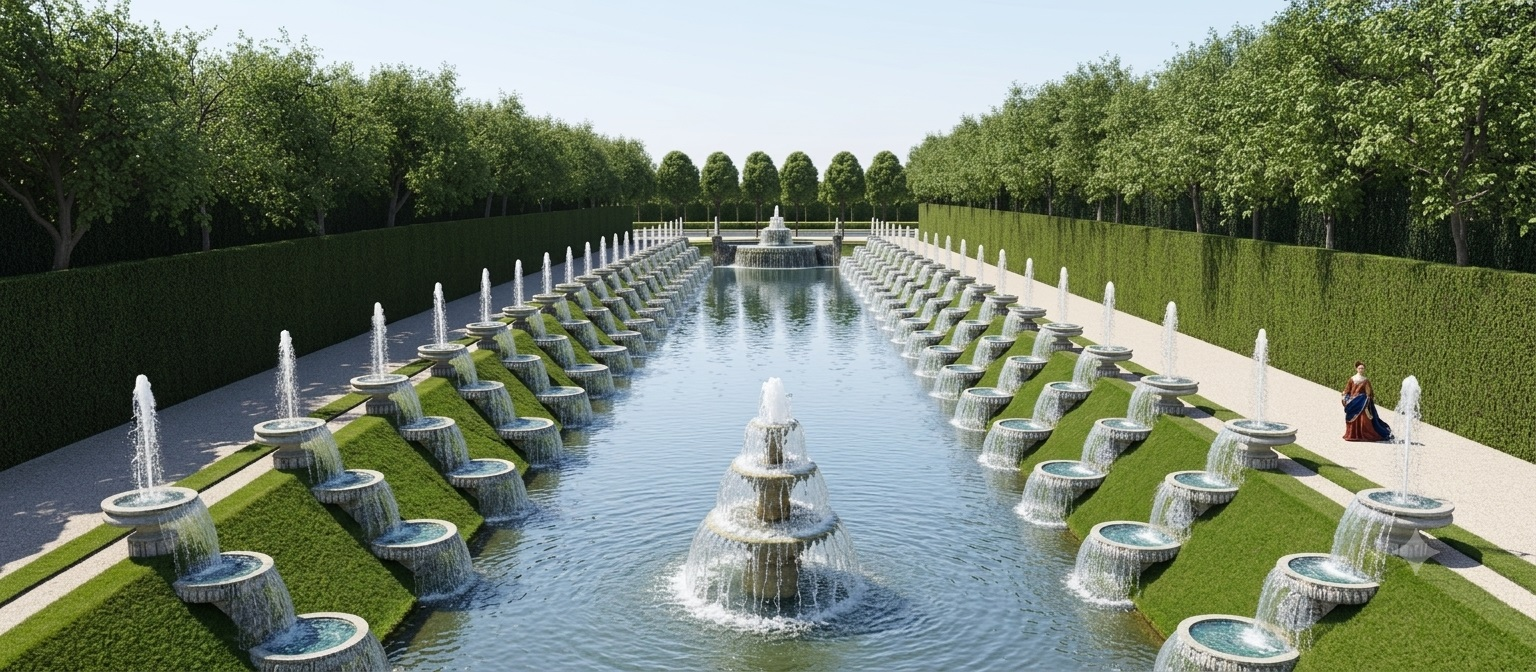
Vue restituée sur les cascades du château du Val de Ruel depuis la terrasse panoramique située au-dessus de la Grotte, XVIIe siècle.
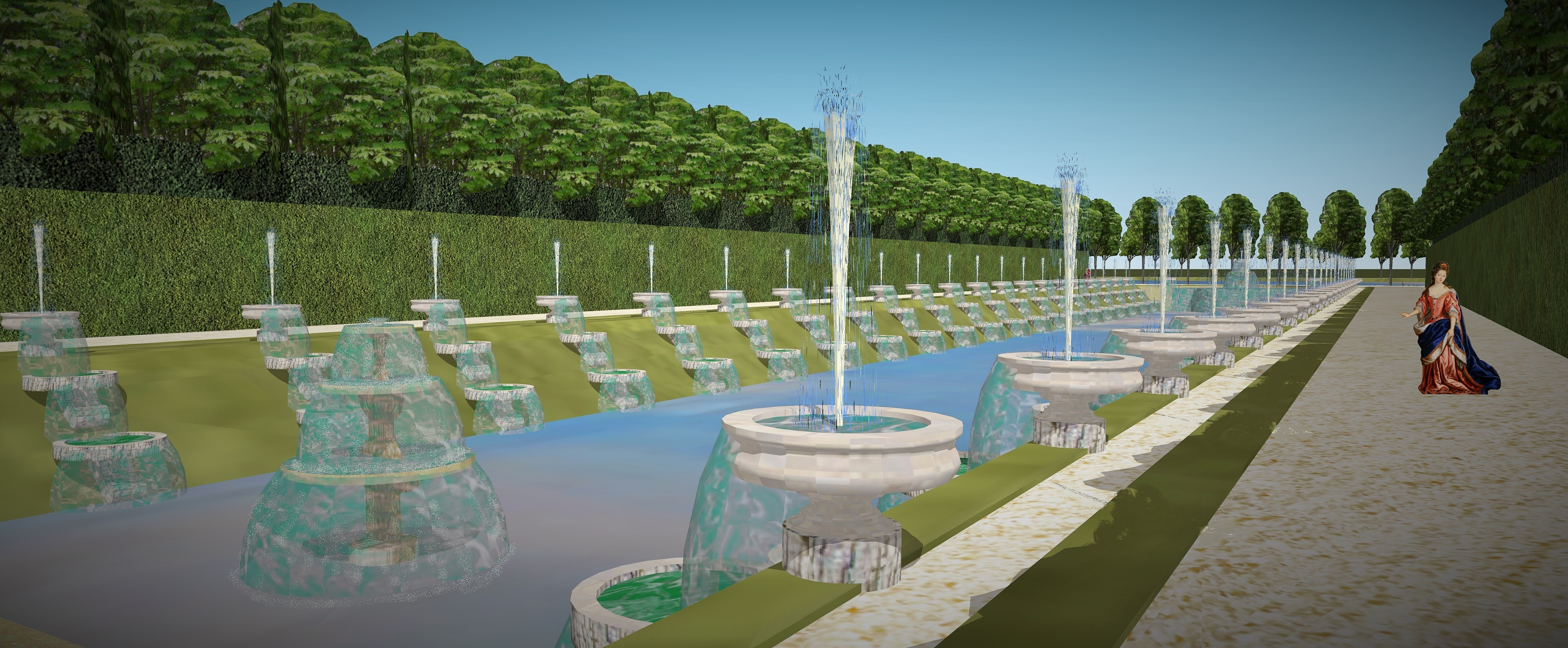
Vue restituée des Cascades de la Grotte du château du Val de Ruel, XVIIe.
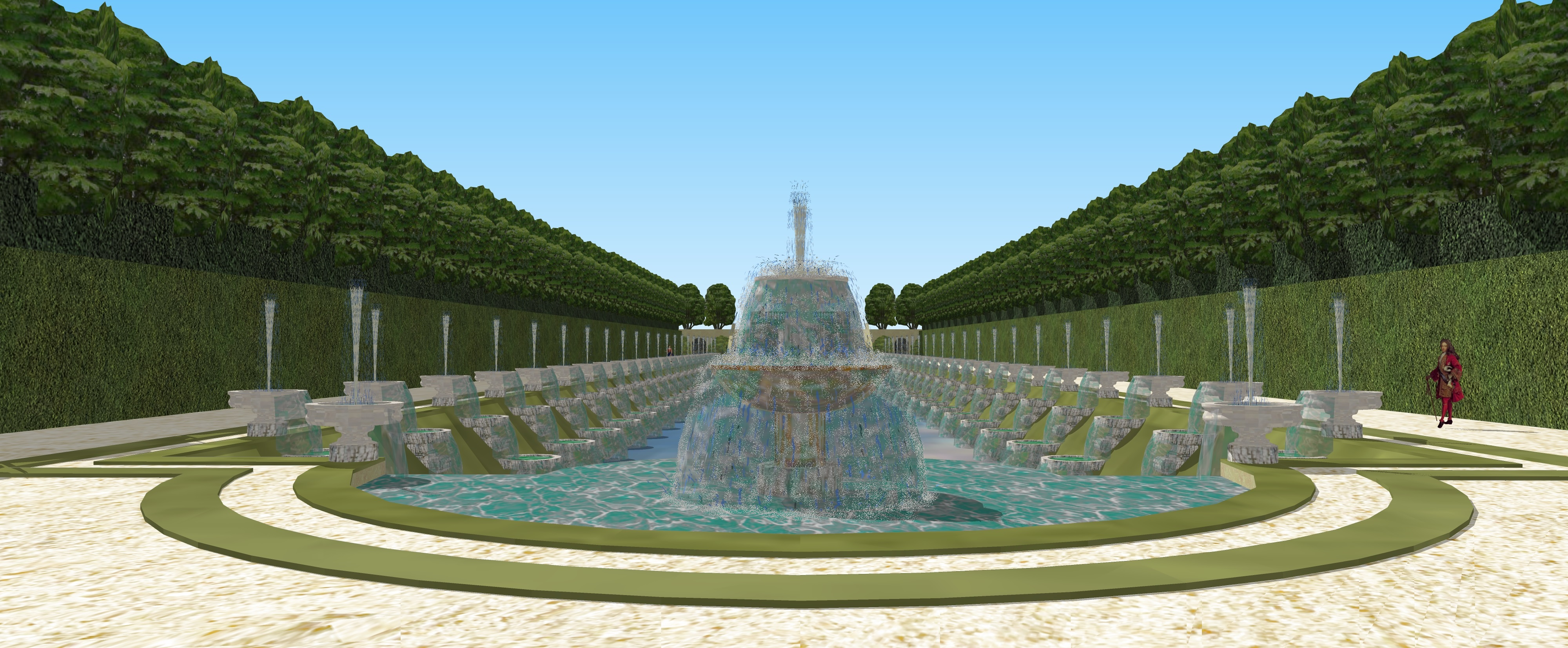
Vue restituée des Cascades de la Grotte du château du Val de Ruel, depuis le bout de la composition, XVIIe.

## Après Richelieu

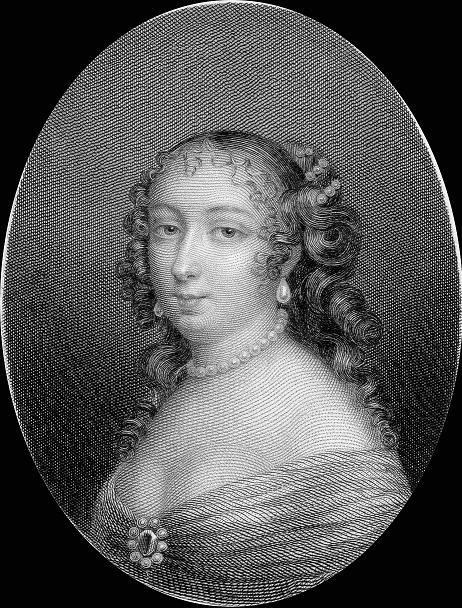
Portrait de la duchesse d'Aiguillon, gravure anonyme du XVIIe siècle.

Le château passe ensuite à la nièce de Richelieu, la duchesse d'Aiguillon après la mort du cardinal en 1642. Elle y recevra Anne d'Autriche et Louis XIV plusieurs fois, notamment le 3 juillet 1644 pour un grand banquet fêtant le renouvellement du traité avec l'Angleterre. Au moment de la Fronde, elle accueillera les souverains venus se réfugier à Rueil. Le traité de paix mettant fin à la Fronde, le traité de Rueil, est signé le 12 mars 1649 au château.
En 1666, Louis XIV émet le désir d'acheter le château du Val ; la duchesse d'Aiguillon ne refuse pas mais en demande un prix si élevé que le Roi renonce et se tourne alors vers Versailles… Les jardins perdent ensuite de leur éclat, en raison de leur coût d'entretien.
À la Révolution, le château est la propriété de Louise-Félicité de Brehan, duchesse douairière d'Aiguillon, qui le revend en 1797 à sa belle-fille Jeanne de Navailles, duchesse d'Aiguillon, qui s'en sépare à son tour en 1799, en faveur du citoyen Malibran. Ce dernier le revend l'année suivante au général Masséna, qui le conserve jusqu'à sa mort en 1817.
Sa famille garde le domaine jusqu'en 1832, année où elle le vend aux Lemarié et aux Mercier, qui démolissent le château et lotissent le parc. Au cours de ce lotissement, une des plus grandes parcelles est achetée par Jean Coquelin qui y fait construire un manoir (appelé souvent à tort « manoir de Richelieu »), qui sera ensuite la propriété de Georges Claude. Ce manoir a été démoli pour construire le siège social de Novartis, lui-même aujourd'hui disparu pour laisser place à une vaste entreprise immobilière. L'autre partie du domaine a été achetée par les Oblates de l'Eucharistie, institut de vie consacrée féminin, qui y a édifié un centre de soins palliatifs toujours en activité.
Il ne reste plus du domaine que deux pièces d'eau et un banc du jardin, dans des propriétés privées, ainsi que le pavillon du Père Joseph, où logeait et est mort le 18 décembre 1638 l'éminence grise du cardinal : au cours du démembrement de la propriété, les Mercier gardent cette maison et lui donnent son aspect actuel, rajoutant des ailes et une rotonde centrale. Parmi les propriétaires suivants, on trouve Jean Robert Bréant, vérificateur général des monnaies de France, le contre-amiral Jacques Nicolas Lemarié (1790-1861), Haby Sommer, bienfaitrice de la ville, puis la famille Gould, de riches Américains.
À l'état d'abandon après la guerre, la propriété est rachetée par la ville de Rueil-Malmaison pour en faire un centre culturel, l'« Ermitage ».
L'emplacement du château en lui-même se situe le long de l'actuelle rue de Zurich, au croisement avec la rue du Lac.